# Paul Betancourt
Betancourt  Agüero est un nom espagnol. Le premier nom de famille, en général paternel, est Betancourt ; le second, en général maternel, souvent omis, est Agüero.
Pour les articles homonymes, voir Betancourt.
Paul Betancourt Agüero, né le 20 mars 1989, est un coureur cycliste costaricien.

## Biographie
Contrôlé positif lors du Tour du Costa Rica 2015, Paul Betancourt est suspendu par l'Union cycliste internationale jusqu'au 15 février 2019.

## Palmarès
- 2010
  - 3e du championnat du Costa Rica du contre-la-montre espoirs
- 2013
  -  Champion du Costa Rica sur route
- 2015
  - 5e étape du Tour de Colombie
  - 11e étape du Tour du Costa Rica Disqualifié pour dopage

## Classements mondiaux
| Année            | 2013 | 2014 | 2015 |
| ---------------- | ---- | ---- | ---- |
| UCI America Tour | 60e  |      | 186e |